# Lipci
Lipci (cyr. Липци) – wieś w Czarnogórze, w gminie Kotor. W 2011 roku liczyła 24 mieszkańców.